# Paul Goldstein
Paul Herbert Goldstein (* 4. August 1976 in Washington, D.C.) ist ein ehemaliger US-amerikanischer Tennisspieler.

## Leben und Karriere
Goldstein, Sohn eines ehemaligen Tischtennischampions, begann das Tennisspielen mit neun Jahren. 1990 erreichte er das Finale der USTA National Boys’ U14 Indoor Championships, zwei Jahre später erreichte er den ersten Platz bei den USTA-Spielen bei den U16. 1993 und 1994 gewann er die USTA Boys’ U18, zudem gewann er 1994 die Doppelmeisterschaft mit Scott Humphries. Im selben Jahr erreichte er das Junioren-Doppelfinale der US Open 1994, sowie das Junioren-Halbfinale der Australian Open und von Wimbledon.
Zwischen 1994 und 1998 besuchte er die Stanford University und wurde in jedem dieser Jahre mit dem All-American ausgezeichnet. Goldstein gewann mit Scott Humphries zahlreiche Doppelmeisterschaften. Er war auch der erste Athlet, der an vier NCAA-Meisterschaften teilnahm. Im letzten Schuljahr spielte Goldstein hauptsächlich Einzel und führte Stanford zu einem 28:0-Saisonsrekord. 1997 und 1998 wurde er mit dem Arthur Ashe Sportsmanship and Leadership Award ausgezeichnet. 1998 erreichte er das Finale der NCAA-Einzelspiele, das er gegen seinen Teamkollegen Bob Bryan verlor. Im selben Jahr legte er sein Diplom in Humanbiologie ab.
1998 gewann er in Lexington seinen ersten Einzeltitel auf der ATP Challenger Tour. Den Doppeltitel gewann er mit seinem Partner K. J. Hippensteel. Im selben Monat war er mit Brian Vahaly in College Station im Doppel erfolgreich. Seine beste Platzierung auf der Tennis-Weltrangliste hatte er 2006 mit Position 58 im Einzel, sowie 2007 mit Position 40.
Seine größten Erfolge feierte er mit dem Gewinn der Goldmedaille bei den Panamerikanischen Spielen 1999 in Winnipeg sowie mit dem Einzug ins Doppel-Halbfinale der US Open, als er an der Seite von Jim Thomas den späteren Turniersiegern Bob Bryan und Mike Bryan unterlag.
Goldstein beendete 2008 seine Profikarriere und gründete ein Energieunternehmen in der Bucht von San Francisco. Er ist verheiratet und hat eine Tochter.

## Erfolge
| Legende (Anzahl der Siege)    |
| Grand Slam                    |
| Tennis Masters Cup            |
| ATP Masters Series            |
| ATP International Series Gold |
| ATP International Series      |
| ATP Challenger Tour (24)      |

### Einzel

#### Turniersiege
| Nr. | Datum              | Turnier       | Belag         | Finalgegner     | Ergebnis             |
| --- | ------------------ | ------------- | ------------- | --------------- | -------------------- |
| 1.  | 9. August 1998     | Lexington (1) | Hartplatz     | Lee Hyung-taik  | 6:1, 6:4             |
| 2.  | 30. Januar 2000    | Waikoloa (1)  | Hartplatz     | André Sá        | 7:5, 6:2             |
| 3.  | 5. August 2001     | Lexington (2) | Hartplatz     | Jack Brasington | 1:6, 6:3, 6:2        |
| 4.  | 3. November 2002   | Tyler         | Hartplatz     | Mardy Fish      | 6:74, 6:4, 6:3       |
| 5.  | 9. Juni 2003       | Tallahassee   | Hartplatz     | Alex Kim        | 2:6, 6:2, 4:0 aufgg. |
| 6.  | 16. November 2003  | Austin        | Hartplatz     | Robert Kendrick | 6:3, 6:3             |
| 7.  | 22. November 2003  | Champaign     | Hartplatz (i) | Brian Vahaly    | 6:3, 6:1             |
| 8.  | 26. September 2004 | Covington     | Hartplatz     | André Sá        | 6:2, 6:0             |
| 9.  | 30. Januar 2005    | Waikoloa (2)  | Hartplatz     | Cecil Mamiit    | 6:2, 6:2             |
| 10. | 6. November 2005   | Boston        | Hartplatz (i) | Frank Dancevic  | 5:7, 7:5, 6:3        |
| 11. | 15. Oktober 2006   | Sacramento    | Hartplatz     | Rajeev Ram      | 7:65, 4:6, 7:5       |
| 12. | 19. Mai 2007       | Forest Hills  | Sand          | Adrián García   | kampflos             |

### Doppel

#### Turniersiege
| Nr. | Datum              | Turnier         | Belag         | Partner           | Finalgegner                    | Ergebnis         |
| --- | ------------------ | --------------- | ------------- | ----------------- | ------------------------------ | ---------------- |
| 1.  | 17. Oktober 1998   | San Diego       | Hartplatz     | Adam Peterson     | Michael Hill Scott Humphries   | 6:4, 6:4         |
| 2.  | 27. Februar 1999   | Laguna Hills    | Hartplatz     | Brian MacPhie     | Pablo Albano Daniel Orsanic    | 3:6, 6:4, 7:5    |
| 3.  | 4. Dezember 1999   | Urbana          | Hartplatz     | Jim Thomas        | Bob Bryan Mike Bryan           | 6:75, 7:65, 7:65 |
| 4.  | 28. Januar 2001    | Waikoloa        | Hartplatz     | Jim Thomas        | Mike Bryan Paradorn Srichaphan | 3:6, 6:4, 6:3    |
| 5.  | 22. April 2001     | Bermuda         | Sand          | Andy Roddick      | Thomas Shimada Grant Stafford  | 6:3, 6:4         |
| 6.  | 11. August 2002    | Binghamton      | Hartplatz     | Scott Humphries   | Amir Hadad Robert Kendrick     | 4:6, 7:61, 7:5   |
| 7.  | 28. September 2003 | San Antonio     | Hartplatz     | Jeff Morrison     | Tomáš Cakl Louis Vosloo        | 6:3, 6:2         |
| 8.  | 26. September 2004 | Covington       | Hartplatz     | K. J. Hippensteel | Hugo Armando Nicolás Lapentti  | 6:3, 6:3         |
| 9.  | 3. Oktober 2004    | College Station | Hartplatz (i) | Brian Vahaly      | André Sá Bruno Soares          | 7:5, 2:6, 6:4    |
| 10. | 28. Mai 2005       | Busan           | Hartplatz     | Rajeev Ram        | Justin Gimelstob Wesley Moodie | kampflos         |
| 11. | 15. Oktober 2006   | Sacramento      | Hartplatz     | Jeff Morrison     | Amer Delić Brian Wilson        | 6:1, 6:3         |
| 12. | 12. Mai 2007       | Tunica Resorts  | Sand (i)      | Donald Young      | Pablo Cuevas Horacio Zeballos  | 4:6, 6:1, [10:4] |